# California macrophylla
California macrophylla là loài duy nhất của chi California thuộc họ Mỏ hạc (Geraniaceae). Loài này được (Hook. & Arn.) Aldasoro & al. mô tả khoa học đầu tiên năm 2001.